# دجاج منورقة
دجاجة منورقة أو مينوركا تنطق بالكاتالونية: مينوركا، بالإسبانية:[menoɾka]؛ من اللاتينية: Insula Minor، اسمها مستمد من جزيرة مايوركا في شمال غرب الحوض المتوسط.

## الاستعمالات
وغالبا غالبا ما تربى سلالة مينورقة باعتبارها سلالة دجاج الزينة.
بخصوص انتاجات المزرعة، يمكن أن تربى كسلالة لوضع البيض بمعدل سنوي لا بأس به حوالي 120.

## الميزة
علاوة على عنصر الزينة، فهي سلالة ذات منظر جميل، من ناحية الإنتاج، تبدأ دجاجات سلالة مينورقة بوضع البيض مبكرا، في حوالي 26 أسبوعًا؛ 6 شعور ونصف، لايتفوق عليها في سرعة النضج والوضع إلا دجاج الفيوي.
تعطي حوالي 120 بيضة بيضاء سنويًا.
يصل وزن بيضته إلى أكثر من 65 غرامًا في الأسبوع السابع والخمسين، لون بيضة دجاج منورقة بيضاء.

## طالع
- دجاج سلطان
- دجاج ذات الرقبة العارية
- دجاج حمراوي
- دجاج كتالانا
- دجاجة سوداء ذات الوجه الأبيض
- دجاج الأندلسي
- دجاج بينيدسنكا